# Hieros Gamos (album)
Hieros Gamos è il secondo album in studio dei Pholas Dactylus, pubblicato nel 2019.

## Il disco
L'album, pubblicato circa 45 anni dopo il primo lavoro del gruppo, è diviso in due parti.
La prima parte è interamente occupata dalla lunga suite che dà il titolo al disco, Hieros Gamos appunto, un pezzo espressamente dedicato al batterista del gruppo Giampiero Nava, scomparso durante l'ideazione dell'album. Il testo, composto e recitato da Paolo Carelli, è una celebrazione del ricongiungimento del gruppo, con un ricordo particolare per i membri prematuramente scomparsi.
La seconda parte è intitolata Ognuno da lande diverse. Si tratta di brevi componimenti dei tre membri storici del gruppo che, come dichiarato dal titolo, si sono riuniti portando ciascuno il proprio contributo personale, dopo un lungo periodo in cui, interrotti i rapporti, ciascuno ha seguito la propria strada e le proprie esperienze musicali.

## Tracce
Parte I
1. Hieros Gamos (Nozze Sacre) – 21:22 (testo: P. Carelli – musica: M. Pancotti)

Parte II - Ognuno da lande diverse
1. A Personal Gift – 3:45 (musica: R. Linati)

1. Yellow and Blue – 3:13 (musica: R. Linati)

Oxytocine
1. I Don't Want – 3:11 (testo: S. Menegale – musica: M. Pancotti)

1. Ogni volta che tocco il tuo viso – 2:02 (testo: S. Menegale – musica: M. Pancotti)

1. Ninna nanna per Gianluca – 2:30 (musica: M. Pancotti)

1. Une valse pour nous – 2:18 (musica: M. Pancotti)

1. Ballata di un mercante di sogni – 5:32 (testo: P. Carelli)

## Formazione
- Paolo Carelli – voce
- Maurizio Pancotti – pianoforte e organo
- Rinaldo Linati – basso
- Tobias Winter - chitarra
- Csaba Papp - batteria